# Christus-Koningkathedraal (Panevėžys)
De Kathedraal van Christus Koning (Litouws: Kristaus Karaliaus katedra) is een rooms-katholieke kathedraal in Panevėžys, Litouwen, en de zetelkerk van het rooms-katholieke bisdom Panevėžys.

## Geschiedenis
In het jaar 1860 begon bisschop Motiejus Valančius met de voorbereidingen voor de bouw van een nieuwe kerk in Panevėžys. Na de Opstand van 1863 werd door de tsaristische autoriteiten het beleid van russificatie ingezet. Dit betekende onder meer een verbod op de Litouwse pers en de onderdrukking van het katholieke geloof. De overheid verbood de bouw van een nieuwe katholieke kerken en sloot de Piaristenkerk, zodat voor de katholieke inwoners van Panevėžys alleen de Petrus en Pauluskerk nog overbleef. 
Uiteindelijk werd in 1904 een bouwvergunning verkregen, maar het werk werd nu tot 1908 vertraagd door het uitbreken van de Russisch-Japanse Oorlog en de Revolutie van 1905. Tot aan de Eerste Wereldoorlog werden een pastorie en een tijdelijke kapel gebouwd, terwijl de bouw van de nieuwe kerk tot aan de ramen was gevorderd. Het was de bedoeling dat de kerk zou worden vernoemd naar Sint-Stanislaus.
Na de oorlog werd de bouwplaats verlaten tot april 1926, toen paus Pius XI het bisdom Panevėžys vestigde. De architect Rytis Steikūnas maakte nieuwe bouwtekeningen van een grotere kerk die nu als kathedraal zou gaan dienen. In 1930 werd op de feestdag van Sint-Casimir de toen nog onvoltooide kathedraal ingezegend door Jonas Mačiulis (beter bekend onder de naam Maironis). Ter gelegenheid hiervan schreef Maironis een lofzang die hij opdroeg aan Christus Koning. Uit de klokkengieterij van het Duitse Apolda arriveerden in 1931 de klokken. De grootste, met een gewicht van 1628 kg, werd aan Christus Koning gewijd. Het orgel met drie manualen werd gebouwd door Bruno Goebel, Koningsbergen. 
Tijdens een Eucharistisch Congres op 30 juni 1933 werd de kathedraal door Juozapas Skvireckas, aartsbisschop van Kaunas, ingewijd. Aan de beschildering van het interieur werd door de plaatselijke schilder Povilas Puzinas gewerkt van 1938 tot 1939.

## Beschrijving

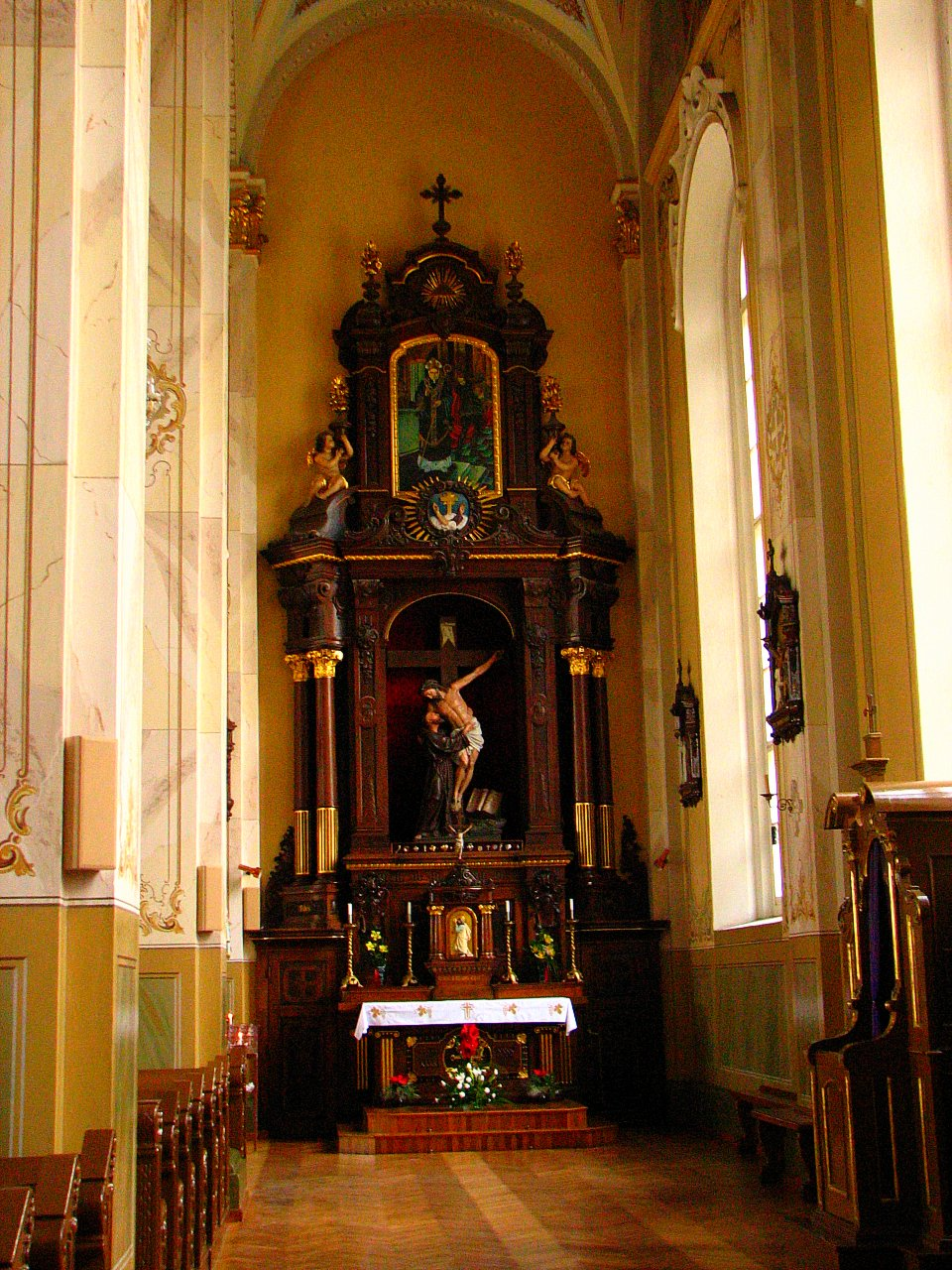
Zijaltaar

De kerk is een eclectisch gebouw met invloeden van de barok en het neoclassicisme. De gevel wordt gedomineerd door een vierhoekige toren bekroond met een achthoekig koepeltje. Twee beelden van 3 meter hoog van paus Pius XI en bisschop Jurgis Matulaitis-Matulevičius, de stichters van het bisdom, staan op de hoeken van het dak. Het fronton boven de ingang wordt versierd met cartouches van een kroon en daaronder het wapen van de bisschop. 
De drieschepige kathedraal heeft binnen een kruisribgewelf. Onder het presbyterium bevindt zich de Sint-Casimirkapel. Hier rust ook de eerste bisschop van Panevėžys, Kazimieras Paltarokas.    
De monstrans is een geschenk van paus Pius XI. Het tabernakel werd gemaakt van verguld eiken. Twee kleine engelen, gemaakt door Joseph Rifesser uit Urtijëi, knielen naar het tabernakel waarboven zich een groot beeld van Christus Koning van Juozas Zikarasc verheft. Het rijk bewerkte baldakijn van het altaar rust op witte zuilen, omgeven door beelden van engelen.
Aan het gewelf van de apsis bevindt zich een 22 bij 14 meter groot fresco van Jonas Mackevičius. Het fresco stelt Sint-Casimir voor die aan Litouwse soldaten verschijnt tijdens de belegering van Polotsk in 1518. De muurbeschildering werd in 2002 gerenoveerd. Onder het fresco van Sint-Casimir worden op de muren van de apsis de kerkgebouwen van de tien decanaten van het bisdom weergegeven. 
Povilas Puzinas beschilderde de gewelven met fresco's van engelen in wolken, terwijl de gewelven van de kapellen werden versierd met afbeeldingen van de vier evangelisten. Hij maakte ook de acht grote schilderijen die in de kerk hangen.
De zijbeuken eindigen met eiken altaren die werden vervaardigd door Joseph Rifesser. Het linker altaar bevat een kopie van de Sixtijnse Madonna geflankeerd door beelden van Albert van Riga en Sint-Monica en daarboven een schilderij van Sint-Casimir. Een beeld van Sint-Franciscus die een helpende hand biedt aan de gekruisigde Christus naar een schilderij Bartolomé Esteban Murillo en daarboven een schilderij van Sint-Stanislaus domineren het rechter zijaltaar.  